# Base aérienne d'Al-Joufra
La base aérienne d'Al Joufra est une base aérienne libyenne située à 9 kilomètres au Nord-Ouest de Houn, une ville dans le désert du shabiyat de Al Djoufrah, en Libye. Elle est utilisée par la force aérienne nationale libyenne de 1969 à 2011.